# Duo Normand
Duo Normand er en tomands holdtidskørsel (imod uret) i landevejscykling for elite cykelryttere. Det afholdes hvert år i september i Marigny-le-Lozon i Normandiet, Frankrig, over en distance på cirka 54 km. Det blev for første gang afholdt i 1982. Løbet er af UCI klassificeret med 1.1 og er en del af UCI Europe Tour.

## Vindere
| År                 | Vinder                                 | Toer                                    | Treer                                      |
| ------------------ | -------------------------------------- | --------------------------------------- | ------------------------------------------ |
| for amatører       |                                        |                                         |                                            |
| 1982               | Philippe Bouvatier Bruce Péan          | Éric Ragneau Dominique Ragneau          | Henrik Charucki François Mignon            |
| 1983               | Brian Holm Jack Arvid Olsen            | Thierry Marie Alain Taillefer           | Bruno Cornillet Roland Le Clerc            |
| 1984               | Christophe Gicquel Christophe Bachelot | Christian Lefebvre Jean-Paul Letourneur | Philippe Brenner Fabrice Henry             |
| 1985               | Thierry Marie Charly Mottet            | William Perard Jacques Dutailly         | Bernard Richard Daniel Leveau              |
| 1986               | Jack Arvid Olsen Peter Gylling         | Laurent Bezault Pascal Lino             | Frédéric Gallerne M. Saux                  |
| for professionelle |                                        |                                         |                                            |
| 1987               | Thierry Marie Gérard Rué               | Richard Vivien Laurent Bezault          | Bernard Richard Roland Le Clerc            |
| 1988               | Thierry Marie Philippe Bouvatier       | Peter Verbeken Bart Leysen              | Atle Kvålsvoll Olaf Lurvik                 |
| 1989               | Romes Gajnetdinov Pavel Tonkov         | Richard Vivien Jean-Louis Harel         | Paul Haghedooren Rob Harmeling             |
| 1990               | Dmitrij Vasiltjenko Jurij Manujlov     | Francis Moreau Laurent Pillon           | Michel Cargnello Jean-Luc Tasset           |
| 1991               | Vjatjeslav Dzjavanjan Andrej Teterjuk  | Jan Karlsson Björn Johansson            | Thierry Gouvenou Christophe Capelle        |
| 1992               | Gianfranco Contri Luca Colombo         | Jan Karlsson Glenn Magnusson            | Marcel Wüst Jean-Philippe Dojwa            |
| 1993               | Chris Boardman Laurent Bezault         | Pascal Lance Eddy Seigneur              | Jan Karlsson Magnus Knutsson               |
| 1994               | Gianfranco Contri Cristian Salvato     | Fabian Jeker Beat Meister               | Peter Verbeken Marc Streel                 |
| 1995               | Emmanuel Magnien Stéphane Pétilleau    | Pierre-Henri Menthéour Francis Urien    | Jean-Louis Harel Grégoire Balland          |
| 1996               | Chris Boardman Paul Manning            | Jean-François Anti Stéphane Cueff       | Pascal Lance Marek Leśniewski              |
| 1997               | Henk Vogels Cyril Bos                  | Eddy Seigneur Andrea Peron              | Pascal Lance Marek Leśniewski              |
| 1998               | Magnus Bäckstedt Jérôme Neuville       | Carlos Da Cruz Guillaume Auger          | Francis Moreau David Millar                |
| 1999               | Chris Boardman Jens Voigt              | Artūras Kasputis Gilles Maignan         | Frédéric Guesdon Bradley McGee             |
| 2000               | László Bodrogi Daniele Nardello        | Marco Pinotti Rubens Bertogliati        | Frédéric Finot Anthony Langella            |
| 2001               | Jonathan Vaughters Jens Voigt          | Fabian Cancellara Michael Rogers        | Bart Voskamp Remco van der Ven             |
| 2002               | Jevgenij Petrov Filippo Pozzato        | Jonas Olsson Gustav Larsson             | Christian Poos Andy Cappelle               |
| 2003               | Jean Nuttli Philippe Schnyder          | Benjamin Levécot Noan Lelarge           | Eugen Wacker Artem Botchkarev              |
| 2004               | Eddy Seigneur Frédéric Finot           | Benjamin Levécot Noan Lelarge           | Sandy Casar Carlos Da Cruz                 |
| 2005               | Sylvain Chavanel Thierry Marichal      | Юрій Кривцов Erki Pütsep                | Dominique Cornu Jürgen Roelandts           |
| 2006               | Ondřej Sosenka Radek Blahut            | Denis Robin Cédric Coutouly             | Florent Brard Stéphane Bergès              |
| 2007               | Bradley Wiggins Michiel Elijzen        | Émilien-Benoît Bergès Denis Robin       | Gustav Larsson Víctor Hugo Peña            |
| 2008               | Michael Tronborg Martin Mortensen      | Casper Jørgensen Michael Mørkøv         | Lieuwe Westra Jos Pronk                    |
| 2009               | Nikolaj Trusov Artjom Ovetsjkin        | Sergej Firsanov Aleksejs Saramotins     | Jevgenij Popov Aleksandr Porsev            |
| 2010               | Alexandre Pliuschin Artjom Ovetsjkin   | Jérémy Roy Anthony Roux                 | Nikita Novikov Dmitrij Ignatjev            |
| 2011               | Thomas Dekker Johan Vansummeren        | Jérémy Roy Anthony Roux                 | Jens Mouris Martijn Keizer                 |
| 2012               | Luke Durbridge Svein Tuft              | Alex Dowsett Luke Rowe                  | Robert Vrečer Andreas Hofer                |
| 2013               | Luke Durbridge Svein Tuft              | Michael Hepburn Jens Mouris             | Kristof Vandewalle Julien Vermote          |
| 2014               | Reidar Borgersen Truls Engen Korsæth   | Anthony Delaplace Arnaud Gérard         | Ivan Balykin Artjom Ovetsjkin              |
| 2015               | Victor Campenaerts Jelle Wallays       | Dimitri Claeys Olivier Pardini          | Martin Toft Madsen Mathias Dam Westergaard |
| 2016               | Luke Durbridge Svein Tuft              | Lars Carstensen Martin Toft Madsen      | Johan Le Bon Marc Fournier                 |
| 2017               | Anthony Delaplace Pierre-Luc Périchon  | Mathias Norsgaard Mikkel Bjerg          | David Boucher Timothy Stevens              |
| 2018               | Martin Toft Madsen Rasmus Quaade       | Emil Vinjebo Casper von Folsach         | Bruno Armirail Jérémy Roy                  |
| 2019               | Mathias Norsgaard Rasmus Quaade        | Christophe Laporte Anthony Perez        | Matthias Brändle Patrick Gamper            |